# Air Serbia
Air Serbia (stílusosan AirSERBIA) Szerbia nemzeti és egyben legnagyobb légitársasága. Korábbi nevén Jat Airways, melyet 2013-ban neveztek át. Új nevén 2013. október 26-án kezdte meg működését. A légitársaság bázisrepülőtere a Belgrádi repülőtér.

## Története
2013. szeptember 1-jén a Jat Airways és az Etihad Airways között stratégiai együttműködés jött létre. A megállapodás értelmében az Etihad 49%-os részesedést szerez a Jat Airways-ben és irányítási jogokat a következő öt évre. A Jat Airways-t 2013 októberében átszervezték és átnevezték Air Serbia-ra, ez év október 26-án indította első járatát Belgrádból Abu Dhabiba.

## Útvonalak, partnerek
A légitársaság indulása óta számos új útvonalat jelentett be és indított el a légitársaság. 2013. december 1-jén Banja Luka és Prága került fel a társaság térképére, majd ugyanazon hónap 10-én Ljubljana és Bukarest is elérhetővé vált az utasok számára. A nyári menetrendtől járatot nyitottak Budapestre, Szófiába, Várnába, Varsóba és Bejrútba.

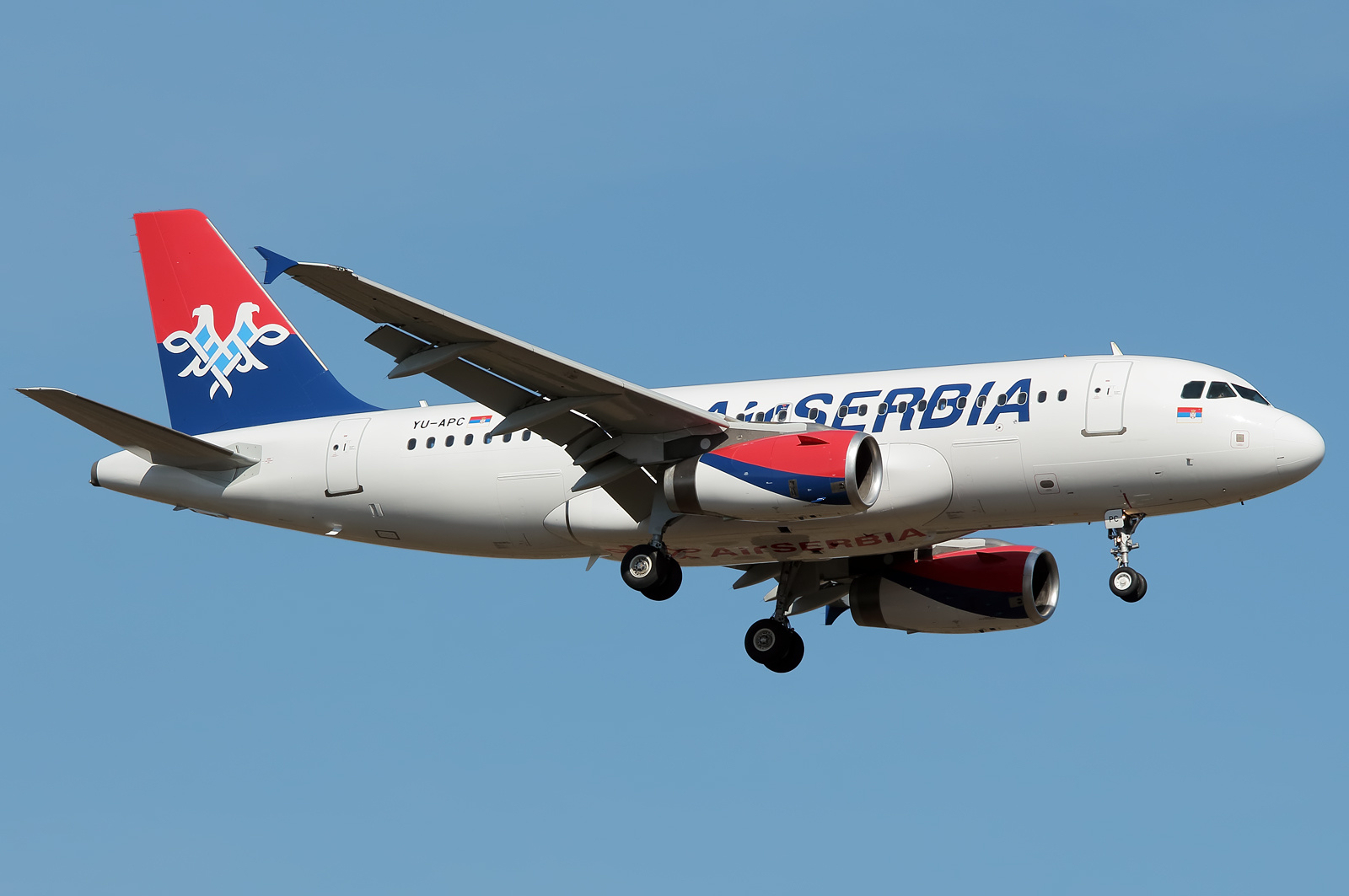
Az Air Serbia első Airbus A319-esének leszállása a Belgrádi repülőtéren.

### Codeshare megállapodás
Az Air Serbia-nak a következő légitársaságokkal van codeshare megállapodása:
- Aeroflot
- Etihad Airways
- ITA Airways
- KLM
- LOT
- TAROM
- FINNAIR

### Hosszú távú járatok tervei
2013. október 22-én Aleksandar Vučić miniszterelnök-helyettes kijelentette, hogy a légitársaság hosszú távú járatokat 3 év múlva vagy hamarabb teljesíthet. Az első két lehetséges Észak-Amerika-i úticél Chicago és Toronto. 2014. május 16-án Szerbia és Kína között létrejött szerződés értelmében hamarosan új járat nyílhat a két ország között.

## Flotta

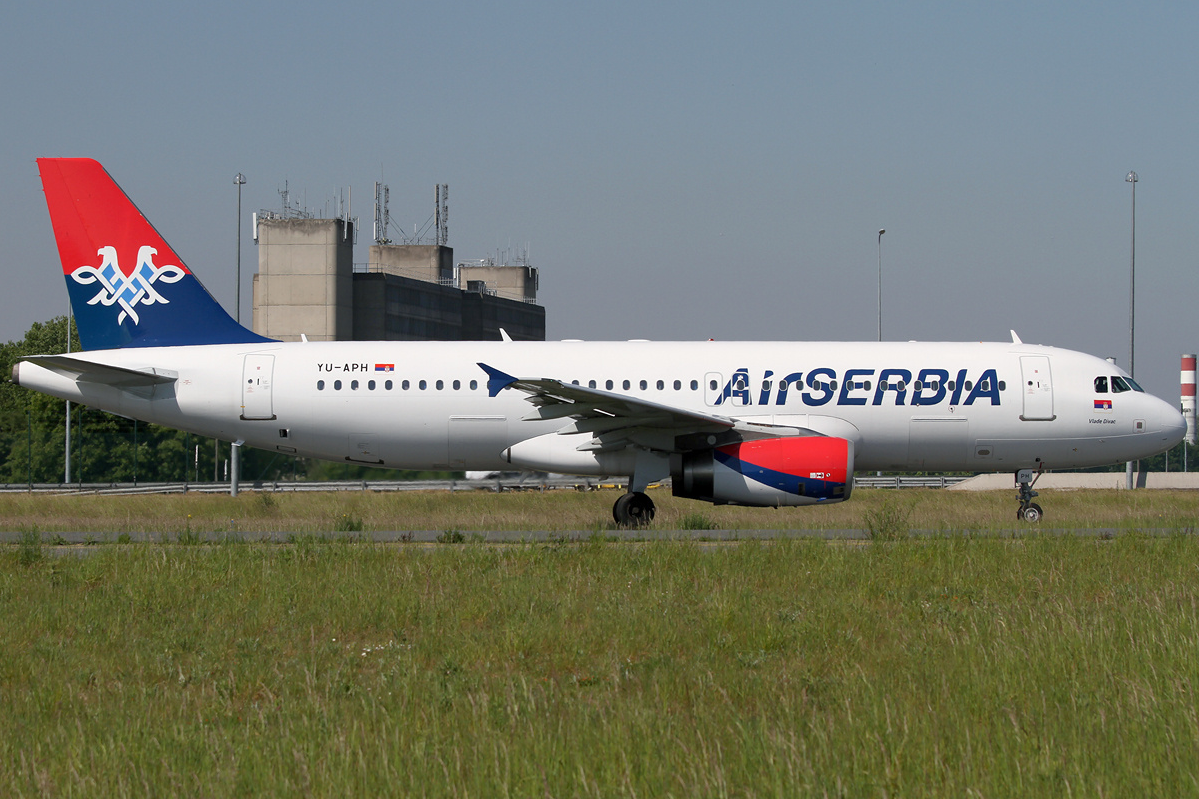
Az Air Serbia Airbus A320-asa a párizsi Charles de Gaulle repülőtéren 2014-ben-

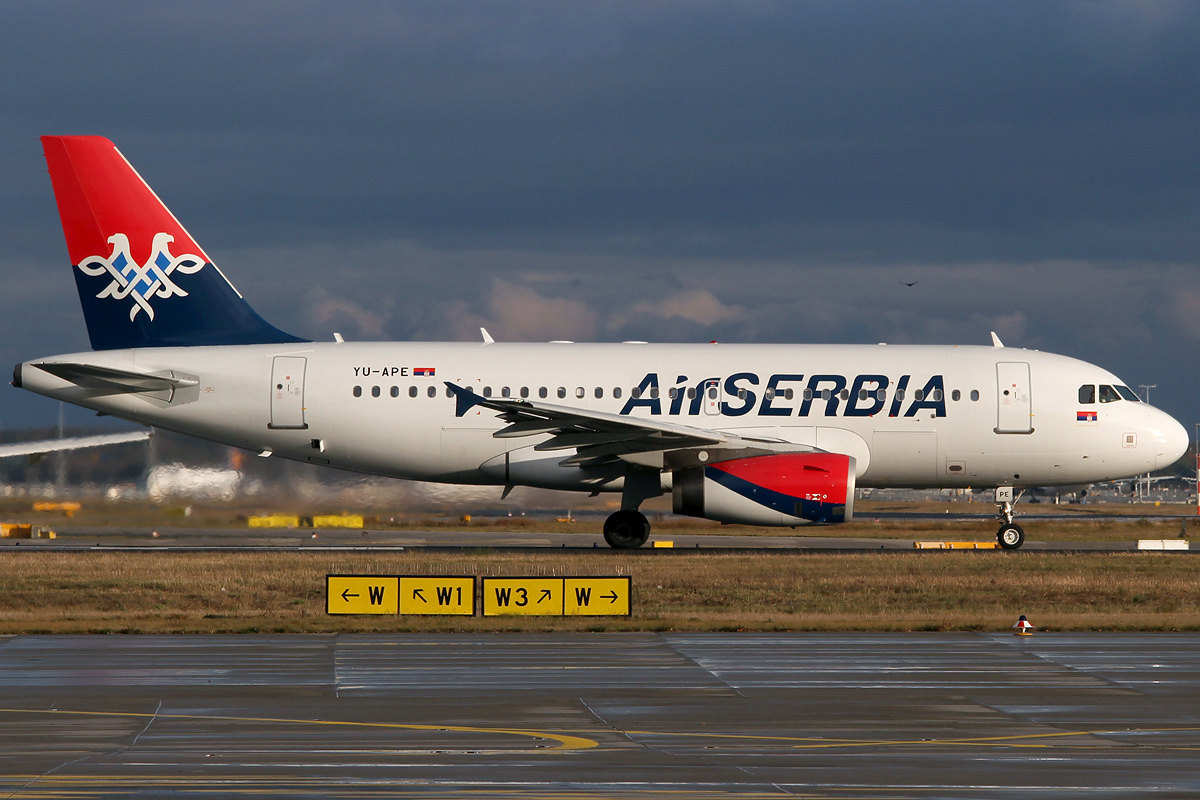
Az Air Serbia A319-ese a Frankfurti repülőtéren

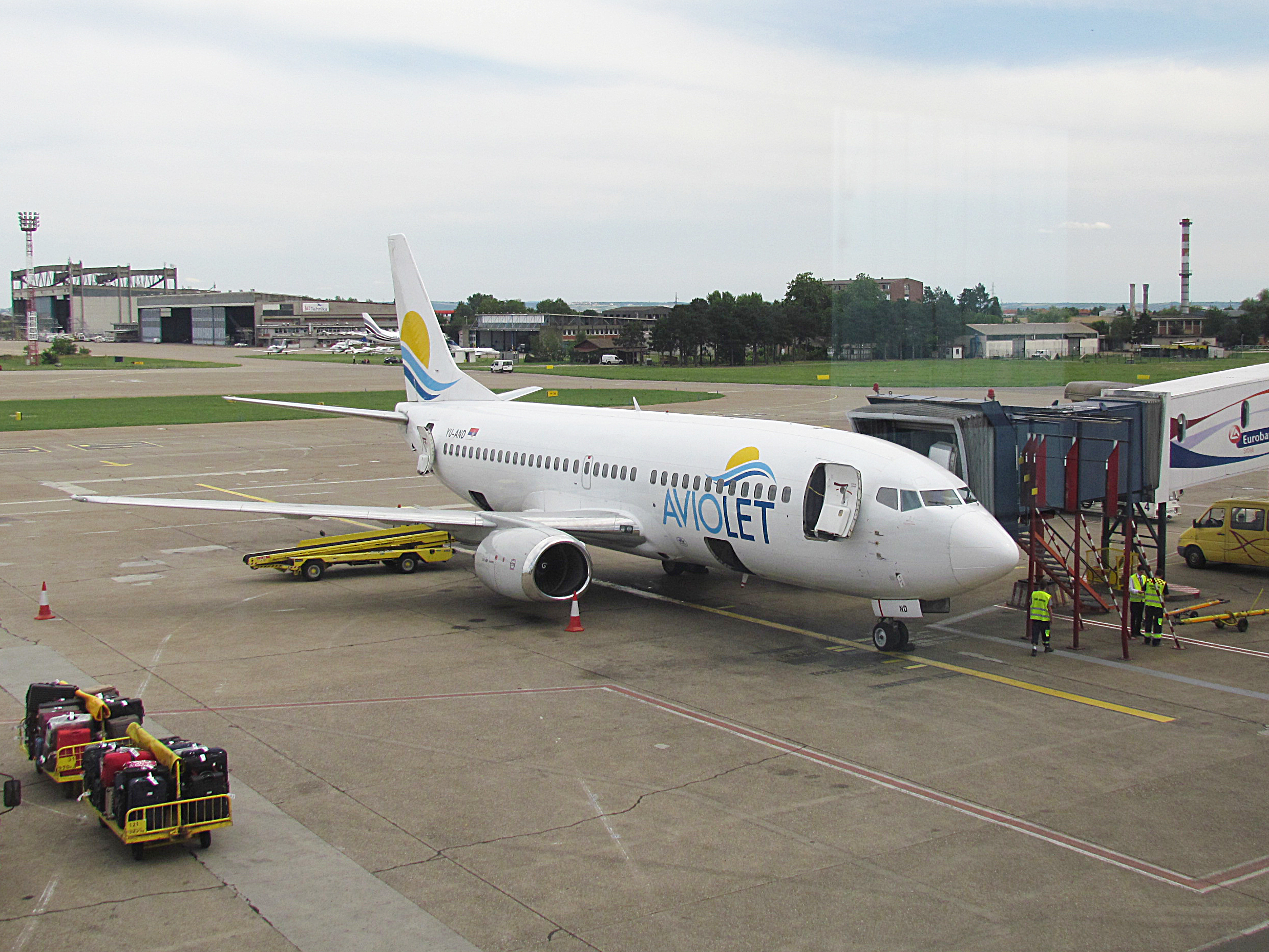
Az Aviolet Boeing 737-ese a Belgrád Nikola Tesla nemzetközi repülőtéren

Az Air Serbia flottája a következő repülőgépekből áll:
| Típus             | Szolgálatban                                                    | Rendelés | Utasok | Utasok | Utasok | Megjegyzés                            |
| Típus             | Szolgálatban                                                    | Rendelés | J      | Y      | Összes | Megjegyzés                            |
| ----------------- | --------------------------------------------------------------- | -------- | ------ | ------ | ------ | ------------------------------------- |
| Airbus A319-100   | 7                                                               | —        | 8      | 120    | 128    | 2 darab az Etihad Airways-től bérelve |
| Airbus A319-100LR | —                                                               | 1        | 8      | 120    | 128    |                                       |
| Airbus A320-200   | 1 YU-ARA 2021-től kivonásra kerül/1 YU-ARB 2021 április végétől | —        | 8      | 147    | 155    |                                       |
| Airbus A320neo    | —                                                               | 10       | -      | -      | TBA    | Szállítás 2018 és 2020 között         |
| Airbus A330-200   |                                                                 | 2        |        |        |        | Szállítás 2016-ban                    |
| ATR 72-200        | 3                                                               | —        | 0      | 66     | 66     |                                       |
| ATR 72-500        | 2                                                               | —        | 0      | 66     | 66     | Bérelve 2017-től                      |
| Boeing 737-300    | 6                                                               | —        | 0      | 144    | 144    | Üzemeltető az Aviolet                 |
| Saab 2000         | 1                                                               | —        | 0      | 50     | 50     |                                       |
| Összesen          | 21                                                              | 11       |        |        |        |                                       |